# 小さな機関車たち
『小さな機関車たち（汽車のえほん22） 』（ちいさなきかんしゃたち きしゃのえほん22）（原題 Small Railway Engines）は、低学年の児童向け絵本シリーズ「汽車のえほん」の第22巻である。なお当巻に登場する「ちんまり鉄道」は舞台・キャラクターとも独立性が高い為、併せて解説する。

## 概要
1967年にイギリスで発行されたウィルバート・オードリー牧師執筆による汽車のえほんシリーズの第22巻。4話の短編作品を収録した低学年の児童向け絵本。挿絵はガンバー&ピーター・エドワーズが担当。ポプラ社から1980年11月に日本語訳が出版されていたが、2004年頃に絶版。2010年12月にミニ新装版が発売された。

## 成立の過程と作品背景
1945年から、ほぼ毎年に1巻ずつ続巻してきた本シリーズの第22巻。当時オードリー牧師が熱心に活動していた保存鉄道の援助の一つで、レーブングラス・アンド・エスクデール鉄道の援助活動の一部として執筆された。同鉄道をモデルとした15インチゲージのアールズデール鉄道（ちんまり鉄道）の機関車たちが登場する。

## 収録作品
- 線路のじゃり（Ballast)
- 目には目を（Tit for Tat)
- マイクのきてき（Mike's Whistle)
- やくにたつ鉄道（Useful Railway)

## ちんまり鉄道
正式名称はアールズデール鉄道 (Arlesdale Railway)で、TV版ではこの名称が使われている。22巻以降にも登場する(第25巻・34巻・38巻)が、日本で読める書籍では22巻の登場が殆どとなっている為、便宜上この項目で解説する。ミッド・ソドー鉄道（デュークの鉄道）の廃線跡に再建され、砂利の運搬と観光客輸送を行っている。15インチ軌間（381ミリメートル）のミニチュア鉄道だが、イギリスにはこのようなミニチュアサイズの公共鉄道も存在している。クリストファー執筆の新シリーズでは、運転室に無線機まで搭載している。
テレビシリーズでは、模型制作技術の限界で、登場話がそっくり飛ばされていた。
CG制作に移行後、技術的困難が無くなったこともあり、長編第11作でちんまり鉄道とその機関車が登場、第20シーズンで「線路のじゃり」を除く3話が映像化された。その後、第21シーズン以降はテレビ版オリジナルエピソードにも登場している。
現時点でTV版に登場しているのは、バート、マイク、レックスのみである。

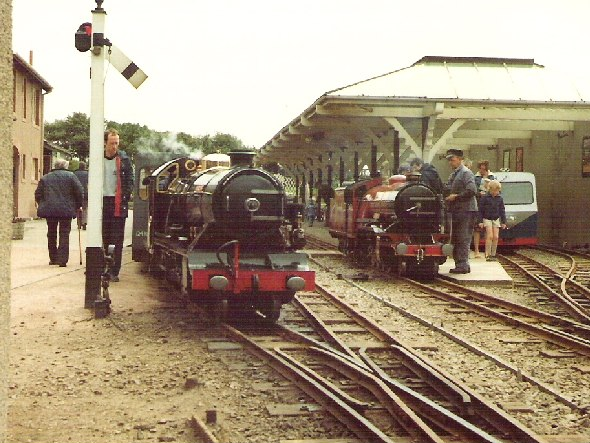
ちんまり鉄道のモデルとなったレーブングラス・アンド・エスクデール鉄道

### 蒸気機関車
バート（Bert）
- 英国・米国吹き替え- キース・ウィッカム
- 日本吹き替え- 酒巻光宏
- 車体色は青。ちんまり鉄道の中では最古の機関車。一人称は「僕」。性格は落ち着いており、友好的でやや賢くてシニカル。小さな自身を役に立つ機関車と主張するが、「小さくて可愛い」と言われる事に対してはあまり快く思っていない様子。車で泥水を掛けられた報復に、ふとっちょ牧師をずぶ濡れにしたことがある。レーブングラス・アンド・エスクデール鉄道の「リバー・アート」がモデル。3台とも本土の廃止された鉄道から、ちんまり鉄道の開業にあわせて一緒に転入して来た。
- 第22巻から登場するバート、マイク、レックスの3台は一見同型に見えるが、バートのみ先輪がないなどやや形状が異なる。

マイク（Mike）
- 英国・米国吹き替え- ティム・ウィットノール
- 日本吹き替え- 坪井智浩
- 車体色は赤。ちんまり鉄道の中では一番若い蒸気機関車。一人称は「僕」。怒りっぽく傲慢な性格だが、実際は優しく仲間思い。珍しい事に貨車が好きで客車が嫌い（ちんまり鉄道の底開きの貨車たちは基本的に行儀がいいらしい）。興奮して喋ったせいで安全弁を壊してしまったり、線路の牛をどかそうと思いっきり汽笛を鳴らした結果、汽笛をなくしてしまったりと何かと部品関係のトラブルが多い機関車である。レックスとは口論ばかりしているが、本当は仲が良い。初めはバート同様青いボディーだった。上記鉄道の「リバー・マイト」がモデル。

レックス（Rex）
- 英国・米国吹き替え- トム・ストートン
- 日本吹き替え- 小田柿悠太
- 車体色は緑。一人称は「僕」。お人好しな性格の働き者だが皮肉屋で、特にマイクをからかうことを好む。砂利落とし機がお気に入りで、ダックにその魅力を語ったことがある。羊毛の使い道に関する豆知識に詳しく、それをマイクに教えてあげた事がある。農夫のウィリーのせいで脱線したことがあるが、広い心の持ち主のため、彼に怒ることはなかった。TV版ではしばしばマイクとリーダー争いをしているが、決して仲が悪いという訳ではない。初めはバート同様青いボディーだった。上記鉄道の「リバー・エスク」がモデル。

ジョック（Jock）
- 原作第34巻『Jock the New Engine』より新規製造された機関車。車体色は黄色。 造られたばかりの頃は名無しだったが、ダグラスがその色を見て「同じ色の機関車にジョックと呼んでいた」と言ったことから名づけられた。 前述の3機より煙突が長く、ちんまり鉄道の機関車の中で最も力が強い。始めは非常に生意気かつわがままな性格で、マイクと喧嘩になったことがあるが、チームワークの大切さを学び成長した。上記鉄道の「ノーザン・ロック」がモデルで、日本の修善寺虹の郷には新造された全く同じ機関車「ノーザン・ロックII号」も存在する。

### ディーゼル機関車
フランク （Frank）
- 原作第34巻『Jock the New Engine』より登場した、灰色のボディーのディーゼル機関車。 誰に対しても真面目で親切だが不機嫌になりやすい性格で、蒸気機関車ばかりもてはやされるのを内心不公平に思っている。絵本に載せてもらえなかったことで不機嫌になり、機関庫の柱を壊したこともあった。 上記鉄道の「パーキンス」がモデル。

### その他の車両
有蓋客車／屋根付き客車
- ちんまり鉄道の機関車達が使用する客車。TV版にはこのタイプの客車は登場していない。

無蓋客車／オープン客車
- ちんまり鉄道の機関車達が使用する客車。

底びらき貨車／バラストホッパー車
- 元々この鉄道は砂利を輸送するために再開されたため用意されたボギー貨車。機関車達の言う所によると、大変行儀がよく客車のように言う事を聞くという。

無蓋車／羊毛貨車
- ごく普通の無蓋車で、劇中では羊毛を運ぶのに使用された。 底開き貨車ほど行儀はよくなく急停車したレックスを押して脱線させた。

### 人物
ちんまりじゅうやく(Small Controller)
- 英国・米国吹き替え- ロブ・ラックストロー
- 日本吹き替え- 三宅健太
- 本名はファーガス・ダンカン (Fergus Duncan)。髭を蓄えた大柄な紳士だが冗談で「ちんまりじゅうやく」と呼ばれている。スウェードのジャケットにチェックのズボンと、お洒落な井出達だが、チョッキはふとっちょの局長と同じ黄色。テレビシリーズの日本語版では「ミスター・ダンカン」と呼ばれている。

ふとっちょぼくし(Fat Clergyman)
- 英国・米国吹き替え- トム・ストートン
- 日本吹き替え- 金光宣明
- 原作者オードリー牧師の友人、テディ・ボストン牧師（Teddy Boston、1924年8月20日 - 	1986年4月1日：フルネームはレヴランド・エドウィン・リチャード・ボストン）の事。作中ではバートが「でぶっちょぼくし」と呼んでいる。テディ・ボストン牧師は原作者以上の鉄道愛好家で、自分の教会の農園内に本物の蒸気機関車を走らせるなど、信じられないような鉄道コレクションを持っていた。他にも第21シリーズではボックスフォード公爵夫妻の主催する新年会に招待された。

ほっそりぼくし(Thin Clergyman)
- 英国・米国吹き替え- ロブ・ラックストロー
- 日本吹き替え-  樫井笙人（長編第11作）→江原正士（第20シーズン-）
- 原作者ウィルバート・オードリー牧師本人の事。作中ではバートが「やせぎすぼくし」と呼んでいる。他にもミスター・パーシバルと共に「グレートレールウェイショー」を観戦したり、第21シリーズではボックスフォード公爵夫妻の主催する新年会に招待されたりした。

## 局長の鉄道の車両
本巻の内容で特筆すべきもののみ紹介。
- ドナルドとダグラス - どちらか特定できないが、バラストクリーナーと作業中の挿絵がある。
- ダック - ダグラスに代わって砂利の積み込み作業所へ行く。
- ジェームス
- ゴードン
- ヘンリー
- バラストスプレッダー - この巻のみに登場。何故か眼鏡をかけている。挿絵に写実性を求めたエドワーズにしては珍しく、電源車が描かれていない。
- ウィリーのトラクター

## その他
- この巻では機関車の顔が肌色に描かれている挿絵が多くある。この現象はエドワーズの絵に特有で、他の巻でもいくつか見られる。
- 15インチ鉄道は、静岡県伊豆市の「修善寺虹の郷」にも存在する。ただしこちらは公共鉄道ではなく遊覧鉄道扱い。ジョックのモデルになった同型機も存在する。